# 森川壽
森川 壽（もりかわ ひさし、1928年8月19日 - 2005年5月29日）は、日本の数学者。専門は代数幾何。学位は、理学博士（名古屋大学・1957年）（学位論文「アーベル多様体について」）。名古屋大学名誉教授。

## 略歴
1928年愛知県名古屋市生まれ。東海高等学校卒。1951年名古屋大学理学部数学科を卒業。1954年まで名古屋大学大学院に在学。1954年名古屋大学理学部助手。1957年名古屋大学講師。1959年名古屋大学助教授を経て、1964年名古屋大学理学部教授。1992年名古屋大学名誉教授。日本学術会議において数学研究連絡委員会を勤めた。1993年4月から1998年9月まで会津大学コンピュータ理工学部総合数理科学センター教授。
1957年12月、名古屋大学より理学博士の学位を取得。学位論文の題は「アーベル多様体について」。

## 業績
Abel多様体論、1変数代数関数体の類体論と一般Jacobi多様体の理論、3次テータ関数論、不変式論に到るまで、その独創性により高い評価を得ている。1950年代、井草準一、松阪輝久、小泉正二、森川壽らはアンドレ・ヴェイユ、オスカー・ザリスキによる代数幾何学の厳密な基礎付けをふまえて、イタリア学派が不明瞭なままに用いていた数々の手法を明確にし、多くの美しい理論を生んだ。